# Monnaie
Monnaie ist eine französische Gemeinde mit 4785 Einwohnern (Stand: 1. Januar 2022) im Département Indre-et-Loire in der Region Centre-Val de Loire; sie gehört zum Arrondissement Tours und zum Kanton Vouvray. Die Einwohner werden Modéniens genannt.

## Geographie
Monnaie liegt etwa 16 Kilometer nordöstlich von Tours. Umgeben wird Monnaie von den Nachbargemeinden Nouzilly im Norden und Westen, Crotelles im Nordosten, Reugny im Osten, Vernou-sur-Brenne im Südosten, Vouvray im Süden, Rochecorbon und Parçay-Meslay im Südwesten sowie Chanceaux-sur-Choisille im Westen.
Durch die Gemeinde führt die Autoroute A10 und die frühere Route nationale 10.

## Bevölkerungsentwicklung
| Jahr      | 1962 | 1968 | 1975 | 1982 | 1990 | 1999 | 2006 | 2011 |
| Einwohner | 1592 | 1808 | 1892 | 2250 | 2829 | 3302 | 3768 | 4089 |

## Sehenswürdigkeiten
- Kirche Saint-Martin aus dem 11. Jahrhundert
- Haus Bourdigal zwischen 1451 und 1483 erbaut, seit 1930 Monument historique
- Schloss Belles Ruries mit Taubenschlag (Monument historique seit 1989)
- Ziegelei aus dem 19. Jahrhundert
- Haus Baric aus dem 17. Jahrhundert